# Néerlandistique
La néerlandistique (en néerlandais : neerlandistiek) est la science qui s'occupe de l'étude globale tant de la langue que de la littérature néerlandaise.
L'expert en cette matière est un néerlandiste, ce titre est donné à ceux qui ont étudié cette matière à un niveau universitaire.